# Ingvar Hansson
Gert Ingvar Severin Hansson (Göteborg, 19 febbraio 1947) è un ex velista svedese vincitore, a Montréal 1976, della medaglia d'oro nella classe Tempest insieme a John Albrechtson.
Quattro anni prima, nella stessa classe e sempre insieme a Albrechtson, aveva partecipato a Monaco di Baviera 1972 classificandosi quarto.
Vanta anche due ori ed un argento ai Campionati mondiali di Tempest ed un argento a quelli di Star.

## Palmarès
- Giochi olimpici

Montréal 1976: oro nella classe Tempest.
- Campionati mondiali di Tempest

Association Island 1975: argento.
Strömstad 1977: oro.
Castelletto 1978: oro.
- Campionati mondiali di Star

Laredo 1974: argento.